# Pseudodibolia opima
Pseudodibolia opima är en skalbaggsart som först beskrevs av J. L. Leconte 1878.  Pseudodibolia opima ingår i släktet Pseudodibolia och familjen bladbaggar. Inga underarter finns listade i Catalogue of Life.